# Шафранський Євген Ілліч
Шафранський Євген Ілліч (1935—2015) — радянський, український кіносценарист, письменник.

## Життєпис
Народився 11 вересня 1935 р. у м. Григоріополь (Молдавська АРСР) у родині військового лікаря. Закінчив Московський поліграфічний інститут (1964, редакторський факультет).
Працював завідувачем спортивного відділу газети «Кримський комсомолець» (з 1961), літературним працівником газети «Радянський Крим» (з 1963), завідувачем відділу економіки «Курортної газети» (з 1965).
1970 р. — лауреат премії «Золоте перо» Спілки журналістів УРСР.
У 1971—1991 рр. — редактор-сценарист Київської кіностудії науково-популярних фільмів («Київнаукфільм»). Автор сценаріїв і дикторських текстів понад трьохсот документальних, науково-популярних, художніх і рекламних фільмів.
Лауреат міжнародних кінофестивалів: Золота медаль Лейпцигського кінофестивалю (1974), Гран-прі «Великий гранат» Всесвітнього кінофестивалю у Братиславі (1975).
Автор книг «Євген Щербань: Обираю свободу!» (1998), «Вісім таємниць — вісім поверхів „Вервольфу“» (2007), «Сценарій для гри в бісер».
Лауреат Національної премії «Телетріумф» (2007), Гран-прі Міжнародного фонду толерантності (2007).
Буі членом Національних спілок кінематографістів і журналістів України.
Пішов з життя 21 липня 2015 року.

## Фільмографія
Автор сценаріїв науково-популярних фільмів:
- «Не сотвори жменю попелу» (1987, реж. Л. Удовенко),
- «Ліс поза законом»,
- «Великі імена Росії. Захист Мечникова» (1988, реж. Ед. Головня),
- «Абетка для котиків» (1988, реж. І. Гузєєв),
- «Абетка виживання»,
- «Хрест отця Олександра» (1991, реж. М. Левенко),
- «Кандидат у президенти»,
- стрічки в документальному циклі «Невідома Україна. Лікарська справа в Україні» (1993, Фільм 6. «Університети милосердя» і Фільм 11. «Благодійна медицина»)
- стрічки в документальному циклі «Невідома Україна. Нариси нашої історії» (1993, «Русь з Литвою. Фільм 25» і «Між уламками Золотої Орди. Фільм 29»)
- «Собор на крові» (2006, документальний серіал; сценарист у співавт. з І. Кобриним) та ін.